# パトリク・クリマラ
パトリク・クリマラ（Patryk Klimala, 1998年8月5日 - ）は、ポーランド・ドルヌィ・シロンスク県シュフィドニツァ出身のサッカー選手。シロンスク・ヴロツワフ所属。ポジションはフォワード。

## クラブ経歴
ユース時代はレギア・ワルシャワなどで過ごし、2015年に2部リーグのレヒア・ジェルジョニュフでプロデビュー。翌2016年にヤギエロニア・ビャウィストクに移籍。2017-18シーズンにローン移籍でプレーしたヴィグリ・スヴァウキで13ゴールを記録。同シーズン終了後にヤギエロニア・ビャウィストクに復帰し、2019-20シーズンはシーズン途中まで17試合7ゴールを決めた。
2020年1月14日、セルティックFCと4年半契約を締結。しかし、適応に苦しみ、2019-20シーズンはノーゴール。翌2020-21シーズンも17試合3ゴールに終わり、リーグ優勝も逃した。
2021年4月22日、ニューヨーク・レッドブルズと4年契約を締結したことが発表された。
2023年1月29日、イスラエルのハポエル・ベエルシェバFCに移籍し、2年半契約を交わした。
2023年11月5日、シロンスク・ヴロツワフに移籍した。

## 代表歴
2016年から3年間、世代別のポーランド代表に招集された。

## タイトル
セルティック
- スコティッシュカップ: 2019-20[10]